# Ташанта
Ташанта (рос. Ташанта) — село Кош-Агацького району, Республіка Алтай Росії. Входить до складу Ташантинського сільського поселення.
Населення — 583 особи (2015 рік).